# National Maritime Museum
National Maritime Museum er et maritimt museum beliggende i Greenwich, London. Det er det ledende maritime museum i Storbritannien, og blandt de største af sin art i verden. 
Det blev åbnet 27. april 1937 som en del af Maritime Greenwich verdensarv, med også Royal Greenwich Observatory og slottet Queen's House fra 1600-tallet. Det fælles navn er Royal Museums Greenwich. 